# Polistes madecassus
Polistes madecassus är en getingart som beskrevs av Henri Saussure 1853. Polistes madecassus ingår i släktet pappersgetingar, och familjen getingar. Utöver nominatformen finns också underarten P. m. fastidiosus.